# Dorsa Smirnov
I Dorsa Smirnov sono un sistema di creste lunari intitolato al geologo e mineralogista russo Sergei Sergeevich Smirnov nel 1976. Si trova nel Mare Serenitatis e ha un diametro di circa 156 km.